# Osiedle mieszkaniowe

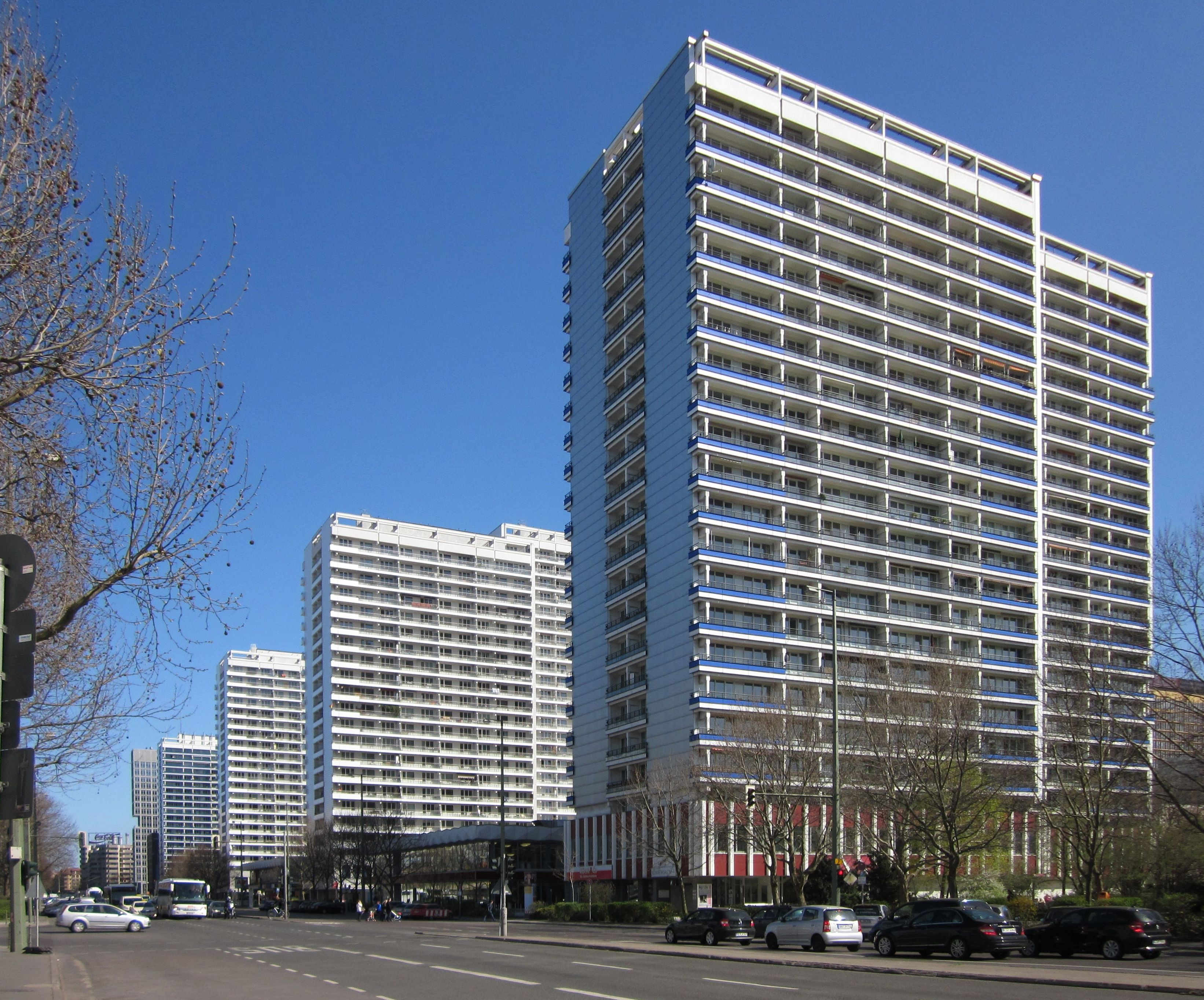
Osiedle przy Leipziger Straße w Berlinie, 1969–1982 (2011)

Osiedle mieszkaniowe – jednostka urbanistyczna charakteryzująca się ujednoliconą zabudową mieszkaniową, z uzupełnieniem w postaci infrastruktury usługowo-handlowej. Obiekty wewnątrz osiedla często połączone są siecią dróg wewnętrznych, przy jednoczesnym wydzieleniu dróg wyższych klas na zewnątrz.
Koncepcja osiedla mieszkaniowego została rozwinięta w latach 20. XX wieku w Niemczech, a rozpowszechniła się w innych krajach po II wojnie światowej.
W niektórych przypadkach osiedla mają jednego właściciela, np. spółdzielnia mieszkaniowa, społeczna inicjatywa mieszkaniowa itp., w innych wypadkach poszczególne elementy zabudowy mieszkaniowej mogą mieć różnych właścicieli, a wydzielenie takiego obszaru jako odrębnego osiedla może mieć podstawy historyczne, zwyczajowe itp.
Termin „osiedle” odnosi się również do jednostki pomocniczej wydzielonej w obrębie miasta (gminy). Osiedle mieszkaniowe rozumiane jako jednostka urbanistyczna może być równocześnie „osiedlem” w sensie administracyjnym lub jego częścią.

## Galeria

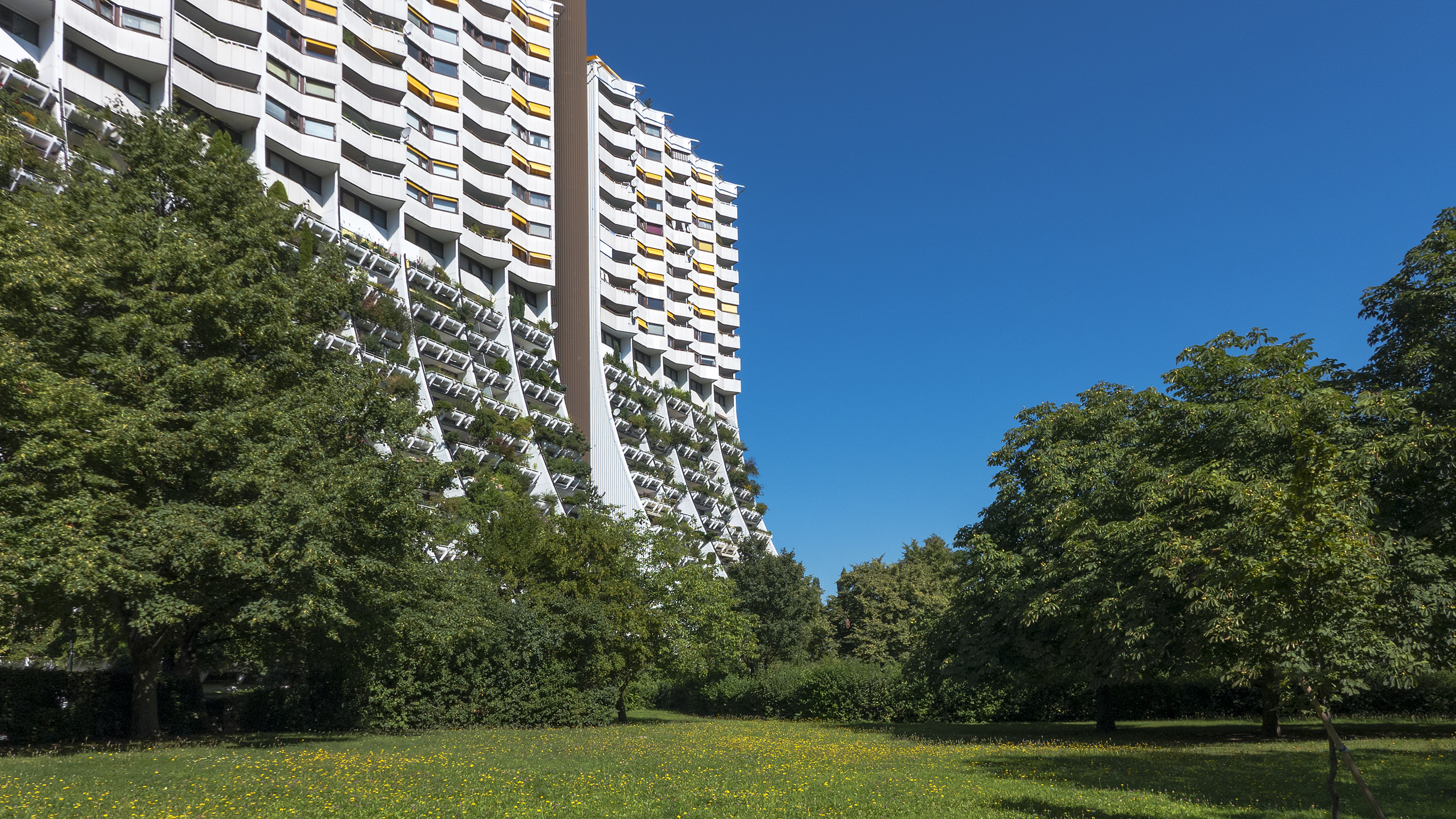
Osiedle mieszkaniowe Wohnpark Alterlaa w Wiedniu
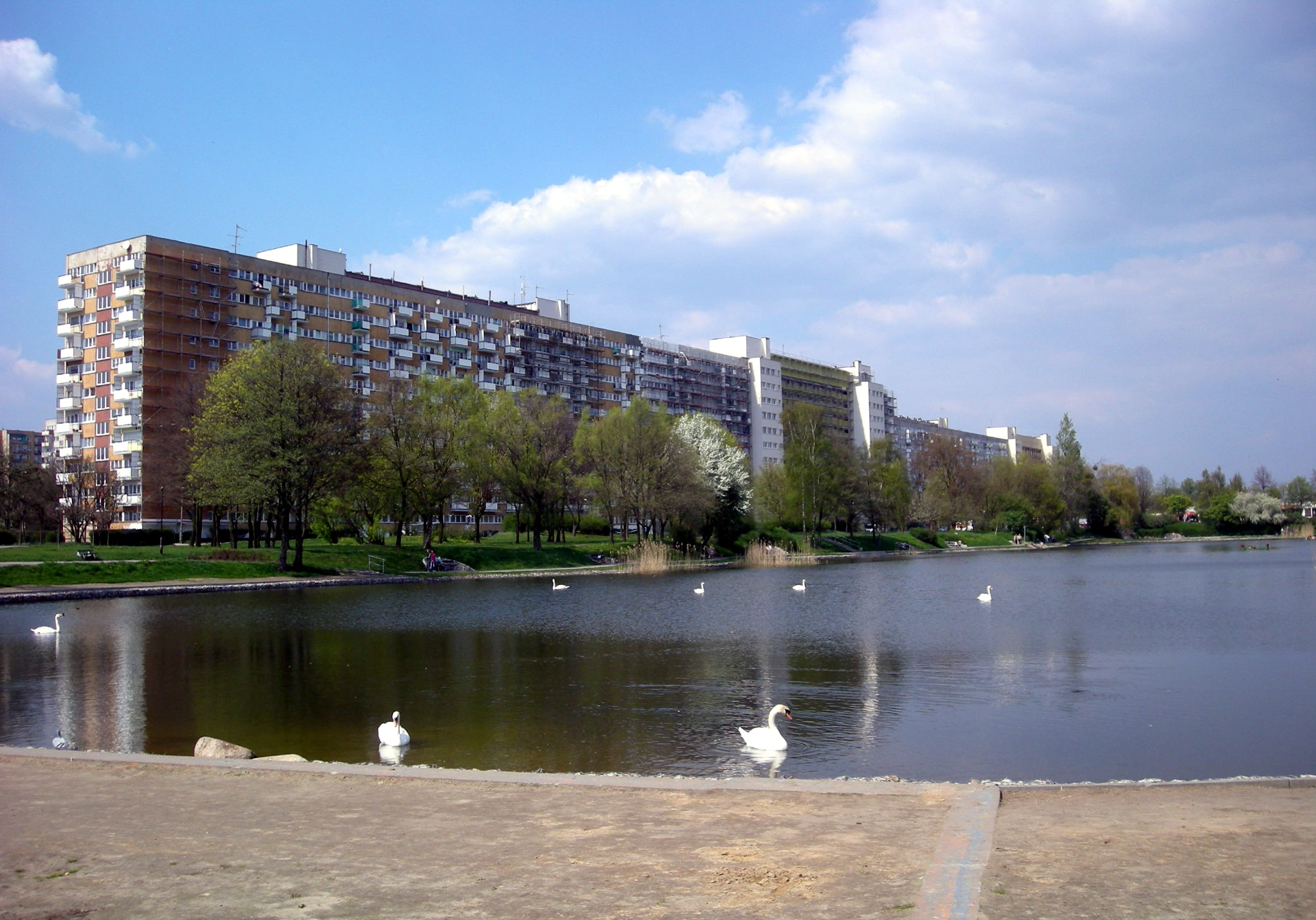
Osiedle Bartodzieje w Bydgoszczy
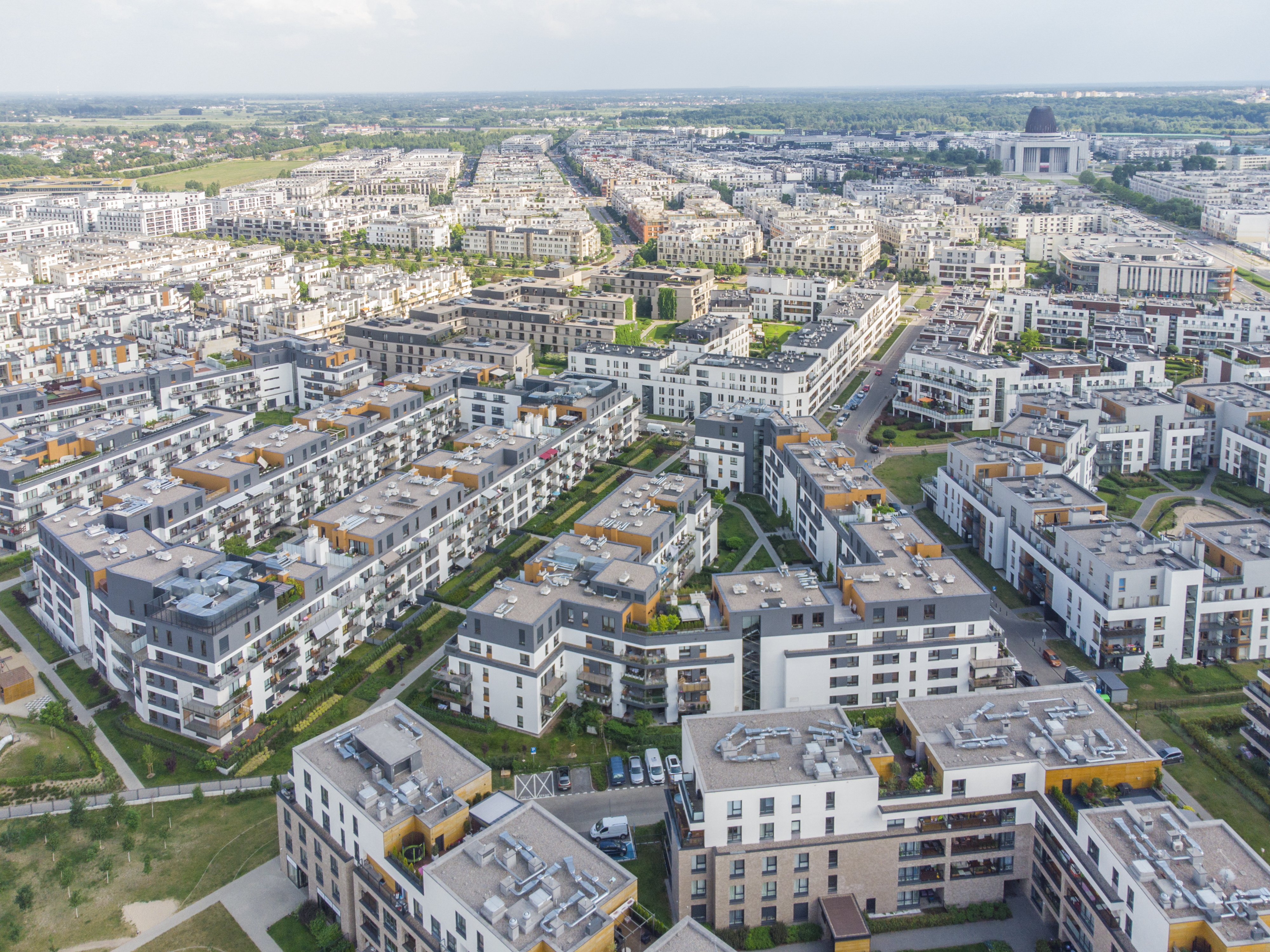
Miasteczko Wilanów w Warszawie
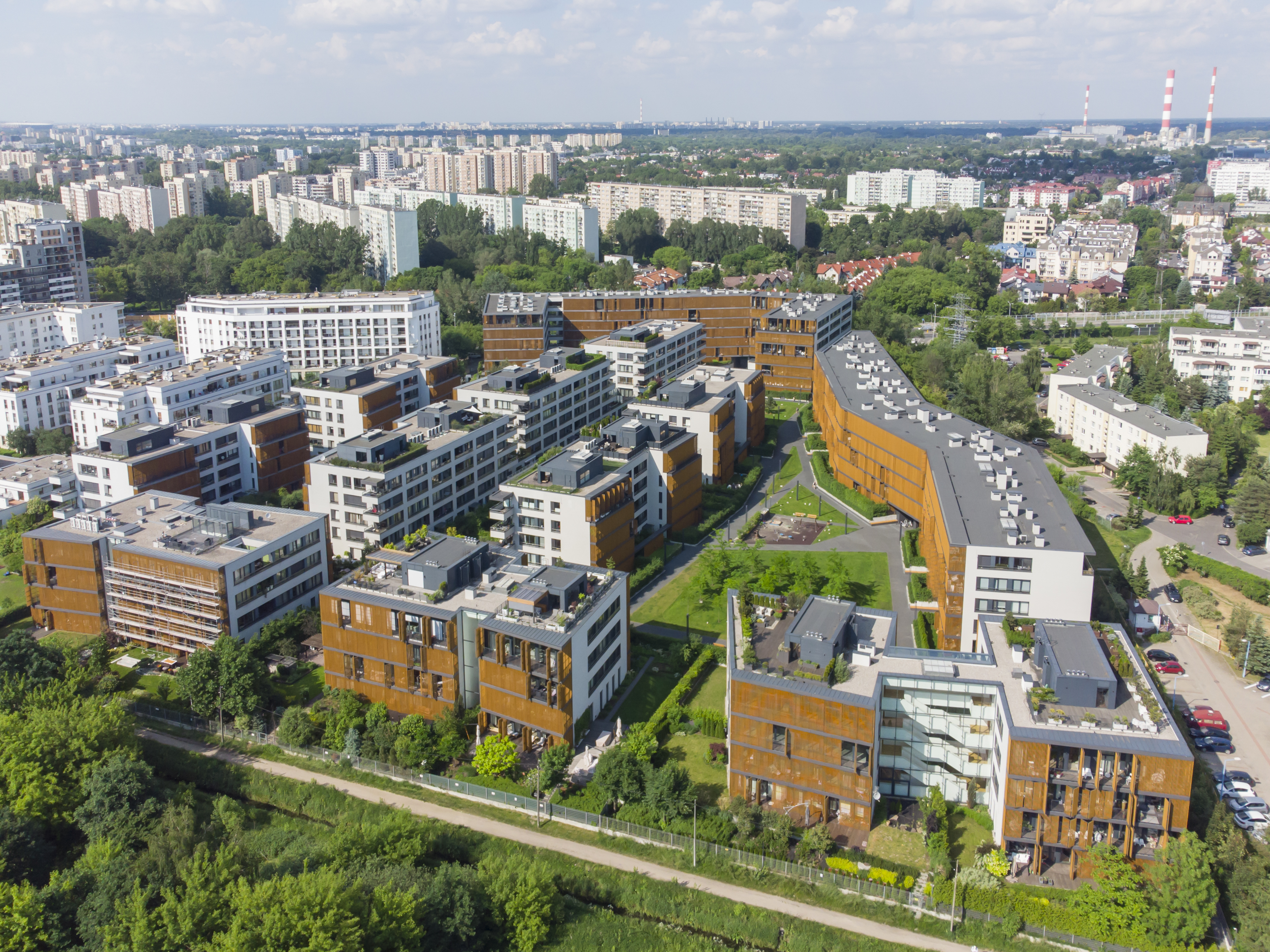
Osiedle Ażurowych Okiennic w Warszawie
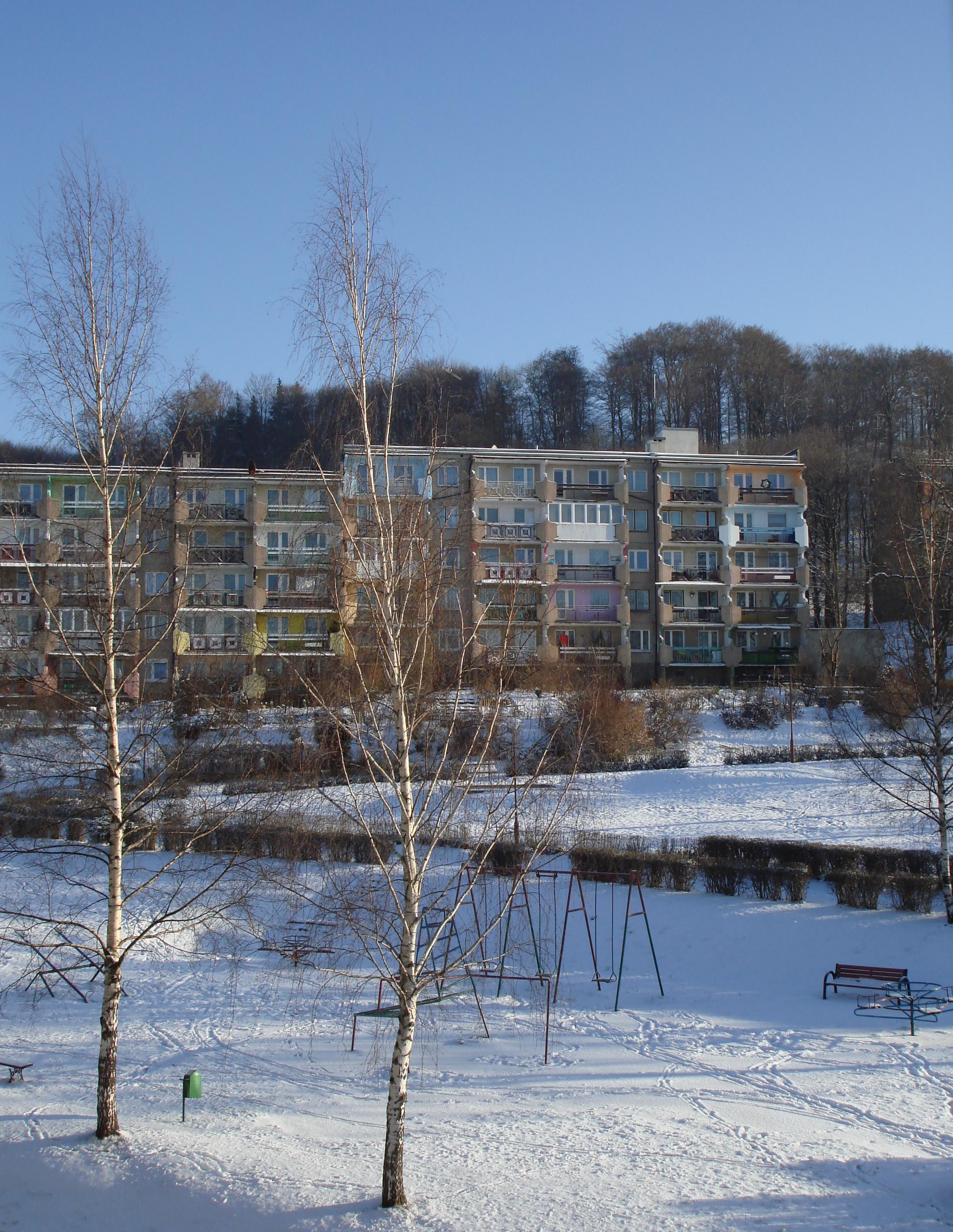
Osiedle Krzeszowskie w Kamiennej Górze
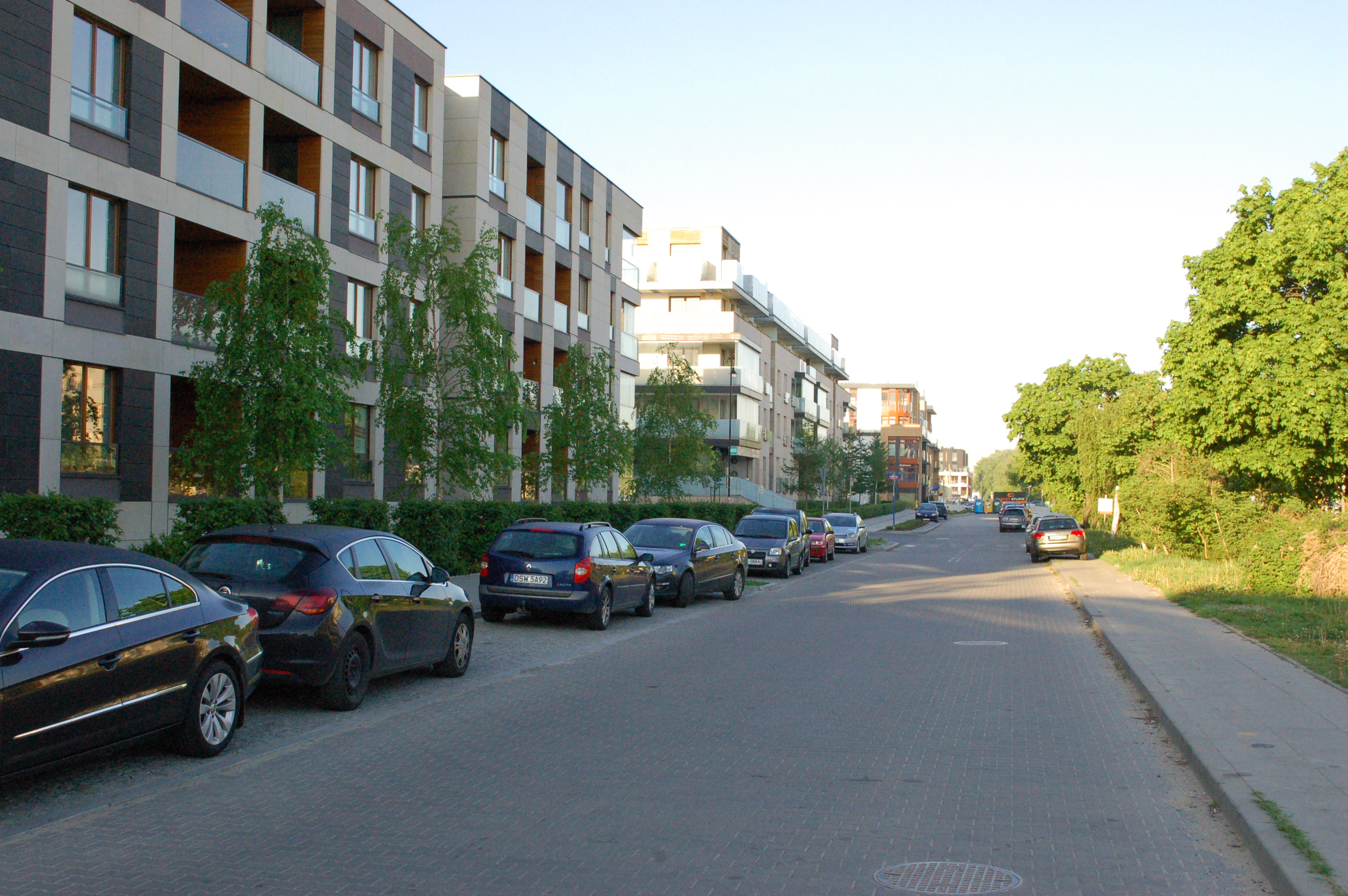
Osiedle Miasteczko Wilanów w Warszawie
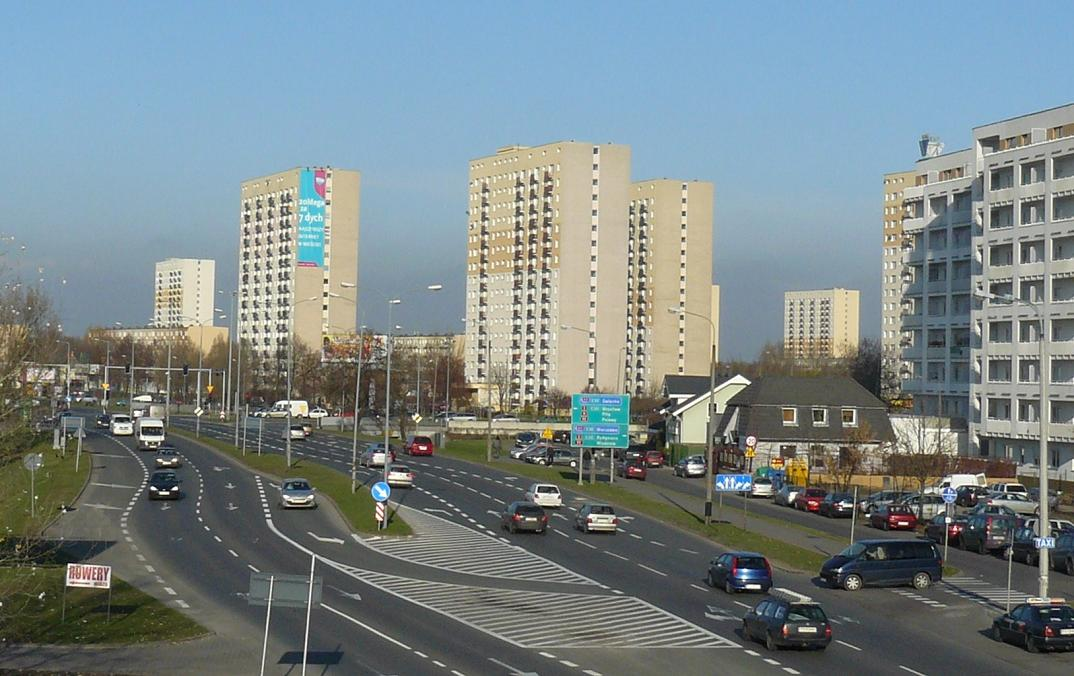
Osiedle Zwycięstwa w Poznaniu
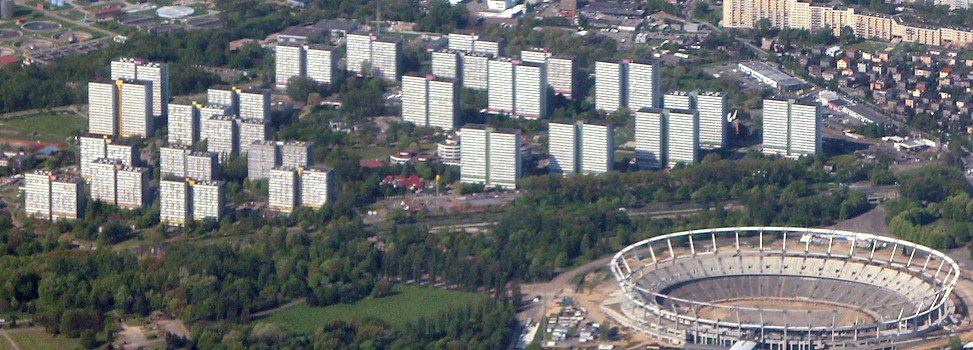
Osiedle Tysiąclecia w Katowicach